# Вяйкмери, Атко
Атко Вяйкмери (эст. Atko Väikmeri; 25 декабря 1976, Таллин) — эстонский футболист, центральный защитник и полузащитник. Выступал за национальную сборную Эстонии.

## Биография

### Клубная карьера
Взрослую карьеру начал в сезоне 1993/94 в таллинской «Норме», в её составе стал серебряным призёром чемпионата Эстонии. В сезоне 1994/95 играл за «ФК Лелле» в первой лиге, а на следующий год провёл 4 матча за «Тервис» (Пярну) в высшем дивизионе, после чего завершил профессиональную карьеру.
Всего в высшей лиге Эстонии сыграл 10 матчей и забил 1 гол.
С 1996 года в течение семи лет играл на любительском уровне в низших лигах за «Кярдла»/«Хийу Калур». Затем выступал в таллинских клубах «Конкордиа Аудентес», «Тоомпеа», «Ээсти Коондис» и за третий состав таллинского «Калева». В 2008 году в составе «Тоомпеа» стал победителем зонального турнира третьей лиги и его лучшим бомбардиром с 26 голами.
По состоянию на середину 2010-х годов работал детским тренером в таллинском «Калеве». С 2017 года тренирует юношескую (U17) команду «Калева». Имеет тренерскую лицензию «А».

### Карьера в сборной
Выступал за юношеские и молодёжную сборные Эстонии. Участник первого (после распада СССР) официального матча сборной Эстонии до 16 лет — 5 июня 1992 года против Финляндии, и сборной до 19 лет — 5 октября 1993 года против Исландии.
В мае 1995 года, будучи игроком клуба первой лиги, был вызван в экспериментальный состав национальной сборной Эстонии перед Кубком Балтии. Дебютный матч за сборную сыграл 19 мая 1995 года против Латвии, заменив на 69-й минуте Янека Кийсмана. На следующий день принял участие в матче против Литвы. Эти две игры остались для футболиста единственными в составе сборной.